# Retorno a Hansala
Retorno a Hansala is een Spaanse film uit 2008, geregisseerd door Chus Gutiérrez.

## Verhaal
Wanneer er 17 lijken van migranten aanspoelen in de Spaanse kustplaats Algeciras, wordt de hulp ingeroepen van begrafenisondernemer Martin. Bij een van de lijken vindt hij een telefoonnummer, dat van Leila, de zus van het slachtoffer, blijkt te zijn. Leila vraagt Martin of hij haar wil helpen het lichaam van haar broer terug te brengen naar Hansala, het dorp waar Leila woont. Martin gaat akkoord en samen gaan ze het avontuur aan om te proberen het lichaam van de jongen te repatriëren.

## Rolverdeling
| Acteur                 | Personage |
| ---------------------- | --------- |
| Farah Hamed            | Leila     |
| José Luis García Pérez | Martín    |
| Adam Bounnouacha       | Said      |
| Antonio de la Torre    | Antonio   |
| Cuca Escribano         | Carmen    |
| Antonio Dechent        | Manolo    |
| César Vea              | Cirilo    |

## Ontvangst

### Prijzen en nominaties
De film won 7 prijzen en werd voor 10 andere genomineerd. Een selectie:
| Jaar | Evenement                   | Categorie                       | Genomineerde                      | Resultaat   |
| ---- | --------------------------- | ------------------------------- | --------------------------------- | ----------- |
| 2008 | Caïro (32ste editie)        | Gouden Piramide voor beste film | Retorno a Hansala                 | Gewonnen    |
| 2009 | Premios Goya (23ste editie) | Beste debuterend actrice        | Farah Hamed                       | Genomineerd |
| 2009 | Premios Goya (23ste editie) | Beste origineel scenario        | Chus Gutiérrez, Juan Carlos Rubio | Genomineerd |
| 2009 | Premios Goya (23ste editie) | Beste origineel nummer          | Tao Gutiérrez ("Manousal")        | Genomineerd |